# Santa Bárbara do Leste
Santa Bárbara do Leste is een gemeente in de Braziliaanse deelstaat Minas Gerais. De gemeente telt 7.762 inwoners (schatting 2009).

## Aangrenzende gemeenten
De gemeente grenst aan Caratinga, Raul Soares, Santa Rita de Minas, Simonésia, Vermelho Novo.